# Gajokkkiri wae irae
Gajokkkiri wae irae (가족끼리 왜 이래?; lett. "Cos'ha questa famiglia?"), anche nota con il titolo internazionale What Happens to My Family?, è una serie televisiva sudcoreana trasmessa su KBS2 dal 16 agosto 2014 al 15 febbraio 2015.
Si è aggiudicata otto KBS Drama Award, tra cui Miglior sceneggiatura e Miglior attore (gran premio) al protagonista Yoon Dong-geun, e un Korea Broadcasting Award come miglior serie lunga. Ha avuto due remake, il turco Baba Candır (2015-2017) e il messicano ¿Qué le pasa a mi familia? (2021).

## Trama
Dopo essere rimasto vedovo, Cha Soon-bong ha dedicato la vita ai suoi tre figli: la più grande, Kang-shim, si è rassegnata a restare sola e non sposarsi mai dopo una relazione fallita; il figlio di mezzo, Kang-jae, è un brillante oncologo che desidererebbe avere origini meno umili; il figlio più piccolo, Dal-dong, non riesce a trovare lavoro dopo aver finito gli studi.

## Personaggi e interpreti
- Cha Soon-bong, interpretato da Yoo Dong-geun
- Cha Kang-shim, interpretata da Kim Hyun-joo
- Cha Kang-jae, interpretato da Yoon Park
- Cha Dal-dong, interpretato da Park Hyung-sik